# ヨゼフ・マリア・オルブリッヒ

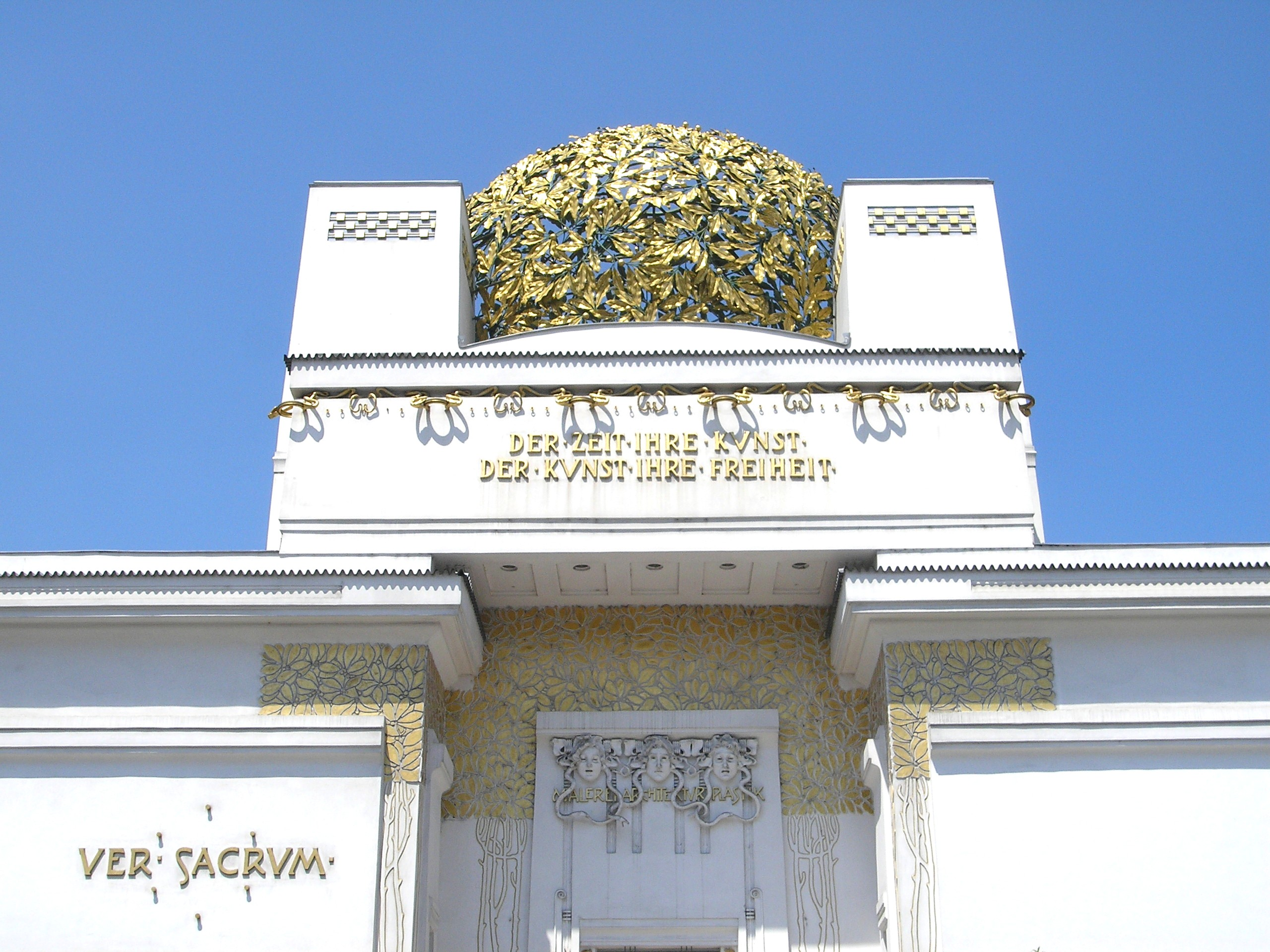
セセッション館

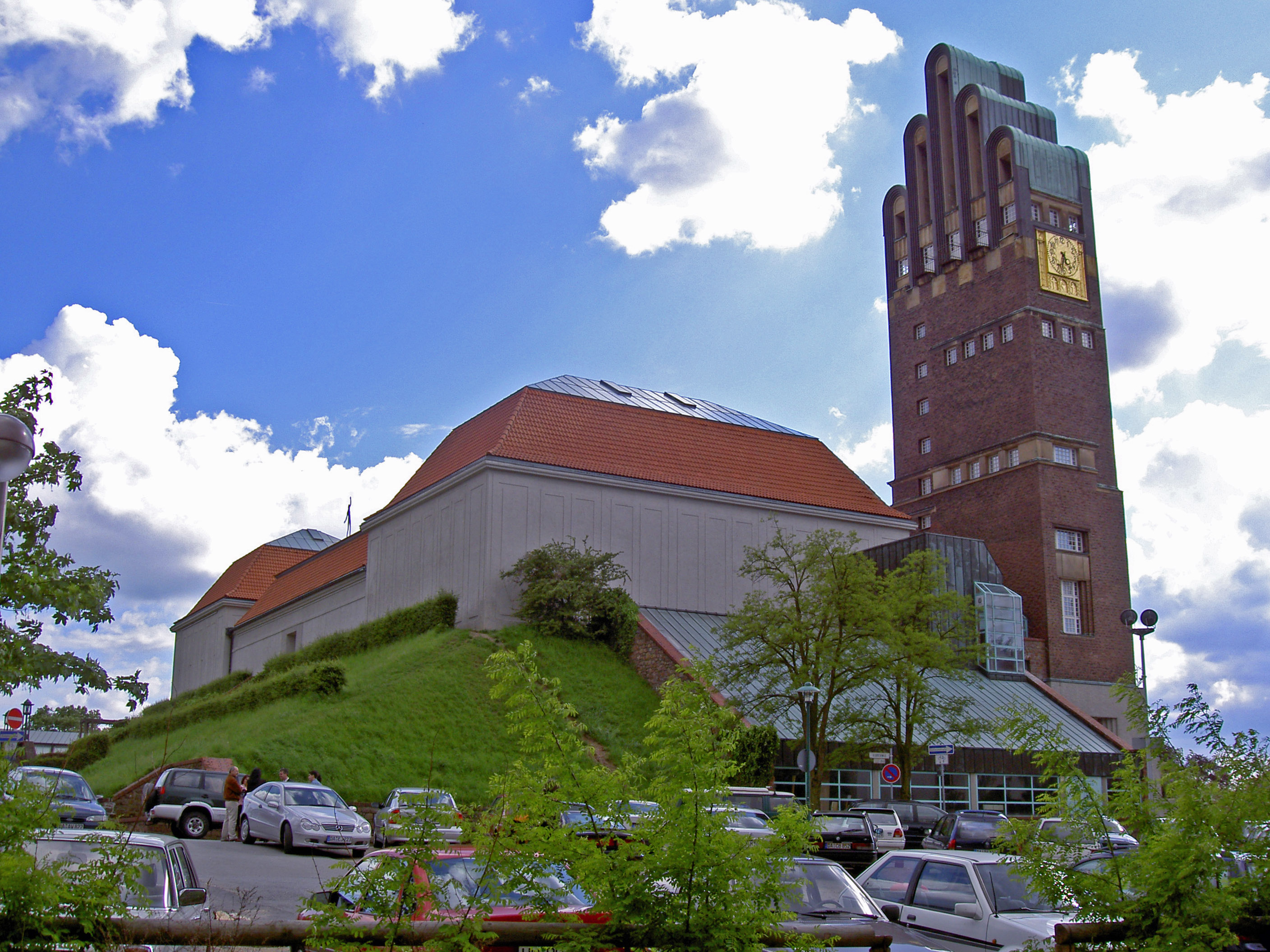
結婚記念塔

ヨゼフ・マリア・オルブリッヒ（Joseph Maria Olbrich, 1867年12月22日 － 1908年8月8日）は、19世紀末から20世紀始めに活躍したオーストリアの建築家。

## 生涯
ウィーン美術アカデミーでオットー・ワーグナーに建築を学び、ワーグナーの「建築は必要にのみ従う」という近代建築の理念を受け継いだ。
1897年にクリムトが結成したウィーン分離派に参加。展示施設のセセッション館（分離派会館、1898年完成）を設計した。
1899年には、ヘッセン大公であったエルンスト・ルートヴィヒの招聘を受け、総責任者としてダルムシュタット芸術家村「マチルダの丘」の建設の任務に当たった。1901年に開村式が行われ、最初の展覧会が開催された。村内に芸術家の住まいや展示会場などが作られたが、そのほとんどがオルブリッヒが設計したものであった（ベーレンス自邸を除く）。特に大公の結婚を記念して建てられた結婚記念塔（1907年完成）が有名。5本指をモチーフにした特徴的なデザインを持つ。
1907年のドイツ工作連盟創立にも参加している。
ダルムシュタット芸術家村最後の展覧会が開催された1908年、40歳で死去した。

## 主要な作品
- 分離派会館（ウィーン、1897–1898）
- エルンスト・ルートヴィヒ館（ダルムシュタット、1900–1901）
- 結婚記念塔（ダルムシュタット、1907–1908）
- レオナルド・ティーツ百貨店（デュッセルドルフ、1907–1909）